# Font de la Vinya
La Font de la Vinya és una font del terme municipal de Tremp, del Pallars Jussà, a l'antic terme ribagorçà de Sapeira, en territori del poble d'Espills. Està situada a 765 m d'altitud, al sud d'Espills, a l'esquerra del barranc d'Espills, en els contraforts septentrionals del Serrat de la Sarga, al peu del Cingle de la Cortada, i a ponent de Marransó.